# نهر بيك
نهر بيك Bîc هو نهر في مولدوفا، ينبع من مرتفعات كودري ويصب في نهر دنيستر. أهم المدن الواقعة عليه العاصمة كيشيناو. يجف نهر بيك في الصيف ويتحول إلى مجرد سلسلة من البحيرات. كما ان نسبة التلوث به عالية جدا.